# Angiopteris caudatiformis
Angiopteris caudatiformis är en kärlväxtart som beskrevs av Georg Hans Emmo Emo Wolfgang Hieronymus. Angiopteris caudatiformis ingår i släktet Angiopteris och familjen Marattiaceae. Inga underarter finns listade i Catalogue of Life.